# Maestro di Tolentino

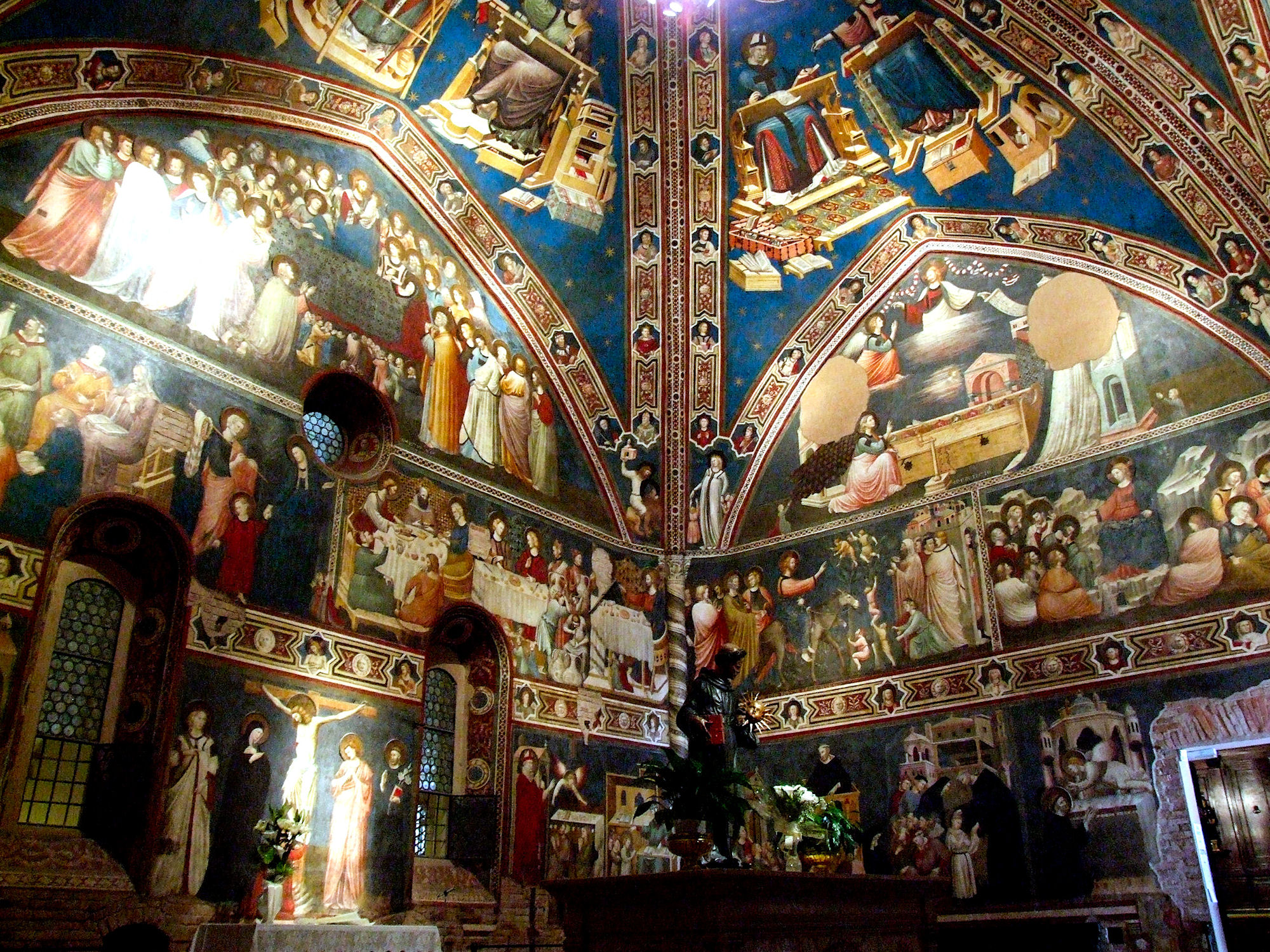
Cappellone di San Nicola

Il cosiddetto Maestro di Tolentino (... – XIV secolo) è stato un pittore italiano.

## Gli affreschi
Il Maestro di Tolentino è l'anonimo artista giottesco con cui alcuni storici dell'arte indicano l'autore del ciclo degli affreschi del Cappellone di San Nicola a Tolentino, dov'è narrata la vita di san Nicola da Tolentino. Questo ignoto pittore del Trecento, si rivela maestro di grandi capacità tecniche e figurative come nessuno nelle Marche: secondo alcuni, come Federico Zeri, sarebbe da identificare in Pietro e Giuliano da Rimini.
Difficile situare la sua opera nel tempo, di certo la data di morte di San Nicola (1305) costituisce un'indicazione temporale abbastanza sicura, ma ovviamente la data d'inizio dell'opera deve essere spostata alcuni anni più tardi, forse intorno al 1315 oppure a dopo il 1325, quando inizia il processo di canonizzazione di Nicola da Tolentino sotto papa Giovanni XXII, visto che gli affreschi ritraggono il santo già con l'aureola.
Di recente questo ciclo di affreschi è stato attribuito a Pietro da Rimini, vista una certa somiglianza con gli affreschi nell'Abbazia di Pomposa, quelli di Santa Chiara a Ravenna,  quelli dell'Abbazia di San Pietro in Sylvis vicino Bagnacavallo e quelli della chiesa ravennate di Santa Maria in Porto Fuori, tutti molto simili agli affreschi di Tolentino, tanto che taluni vedono in molti di questi proprio la mano del Maestro di Tolentino.
Nel primo Novecento si era fatto anche il nome di Giovanni Baronzio, la cui mano ancora oggi il Brandi vede negli affreschi del Nuovo Testamento della fascia centrale.
Il Maestro di Tolentino denuncia alcune caratteristiche di stile lontane dai riminesi, forse più vicine ai giotteschi fiorentini ed anche ai giotteschi di scuola bolognese; di certo ha visitato e forse lavorato ad Assisi, dove ha assimilato la lezione di Giotto ma anche quella del romano Jacopo Torriti, e c'è una certa vicinanza anche alla ricerca coloristica di Pietro Cavallini, soprattutto per l'uso dei colori brillanti e le fasce divisorie tra i vari affreschi, dipinte alla cosmatesca come in uso nei gotici romani del Duecento-Trecento.
Vi si ritrova anche una raffinatezza nei volti che fanno pensare al Simone Martini degli affreschi della Vita di san Martino nella chiesa inferiore di San Francesco ad Assisi.

## Una sacra rappresentazione
A differenza dei maestri giotteschi dei grandi centri come Firenze, Siena o Bologna, il Maestro di Tolentino deve rendere il più possibile comprensibili le storie affrescate, in modo che i fedeli, che numerosi giungevano al Santuario dalla metà del Trecento, potessero vedere le storie (della Madonna nella fascia superiore, di Cristo nella fascia mediana e di San Nicola nella fascia inferiore) come un grande spettacolo narrativo, quasi epico ma dipinto, come una Biblia pauperum cioè una Bibbia ad uso e consumo dei poveri e analfabeti pellegrini.
Per questo motivo il Maestro di Tolentino non indugia a costruire dei complessi meccanismi scenografici come Taddeo Gaddi a Firenze o Ambrogio Lorenzetti a Siena, al contrario gli "attori" dei suoi affreschi si muovono fra le edicole delle sacre rappresentazioni, che ogni cittadino medievale conosceva bene. Nell'affresco della "Presentazione al Tempio" le scenografie della sacra rappresentazione sono chiaramente comprensibili negli edifici e si può notare che la loro forma che ricorda decisamente un'edicola di questo genere teatrale medievale.
Questa voluta semplicità delle strutture scenografiche viene compensata da un'indagine quasi da amanuense nei particolari degli affreschi, ad esempio nelle anfore delle Nozze di Cana, dipinti con soggetti cavallereschi oppure nel baldacchino dell'Annunciazione istoriato con elementi colorati a forma di grifoni e altri soggetti mitologici.
Tutte le scene della vita di San Nicola sono molto realistiche: una bella descrizione iconografica del Medioevo marchigiano, in maniera particolare le scene dell'infanzia del santo.
Anche le stoffe indossate dai rabbini nella "Disputa al Tempio" rimandano a quelle arrivate dall'Oriente dopo le crociate, segno evidente che il Maestro di Tolentino non era un artigiano di provincia ma piuttosto un pittore con una preparazione culturale non indifferente.

## Descrizione degli affreschi

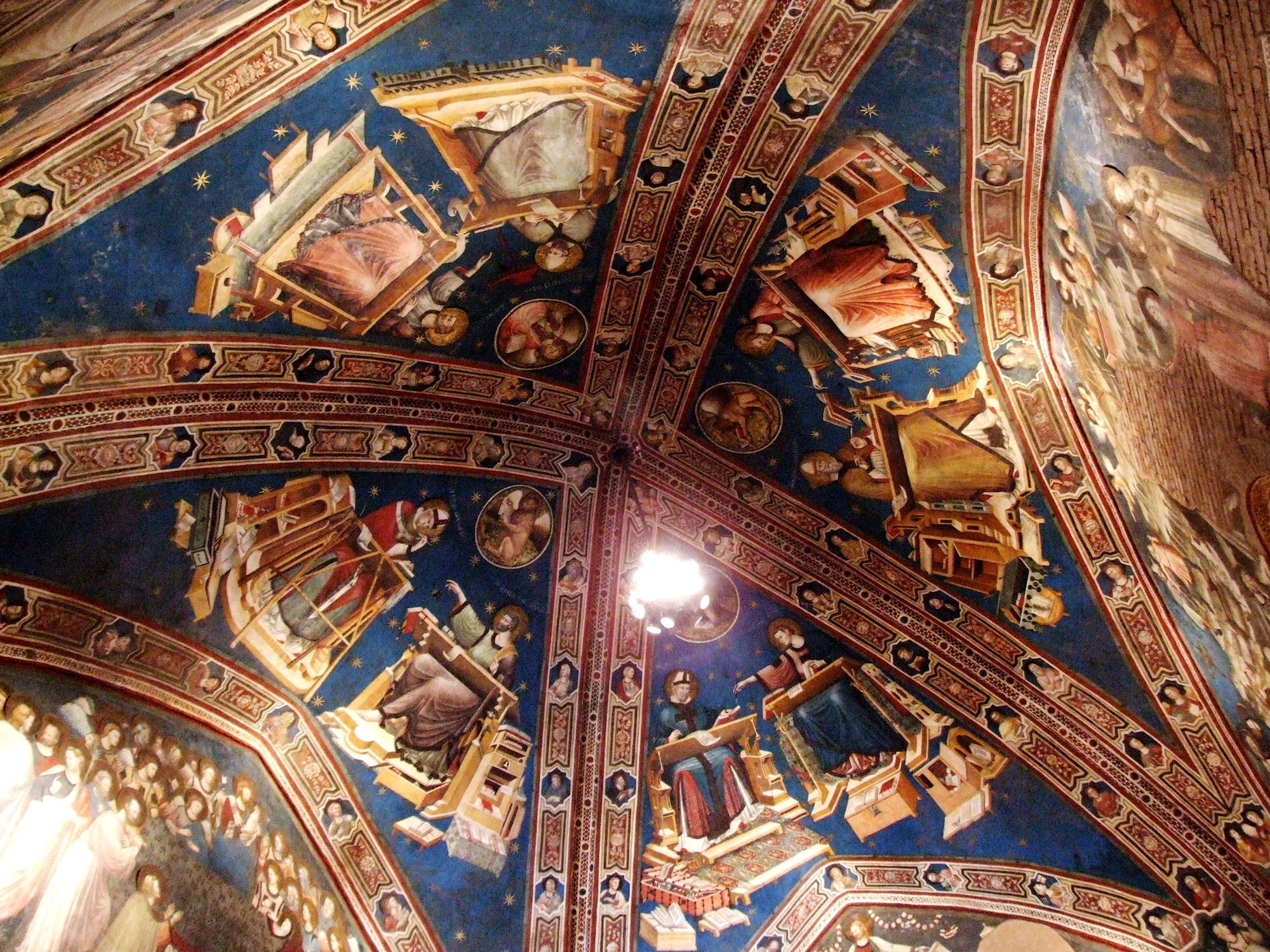
La Volta

Questi affreschi, che sono tra i più grandi e meglio conservati del Trecento riminese, occupano tutte le pareti e sono divise in due fasce sovrapposte, quattro lunettoni e la volta a crociera.

### La volta
Sulla volta sono rappresentati i quattro Evangelisti e i Dottori della Chiesa. Su uno sfondo di un cielo notturno stellato. Ci sono due personaggi in ciascun affresco. Seduti su di uno scranno ci sono l'Evangelista Marco con sant'Ambrogio, l'Evangelista Luca con san Gregorio, l'Evangelista Matteo con san Girolamo e l'Evangelista Giovanni con sant'Agostino, che al tempo dell'affresco era il santo titolare della chiesa di Tolentino. Sopra i due personaggi il simbolo degli evangelisti.
In questi affreschi si nota ancora l'abilità tecnica del Maestro di Tolentino nella ricerca dei particolari, come ad esempio i libri o i cassetti semiaperti di chiara discendenza dai migliori lavori tridimensionali del Giotto maturo.

### I peducci
Interessanti i peducci con la rappresentazione delle Virtù due su ogni peduccio: Carità, Prudenza, Speranza, Temperanza, Fede, Fortezza e la Giustizia affiancata dall'Ingiustizia.

### Le Storie della Madonna

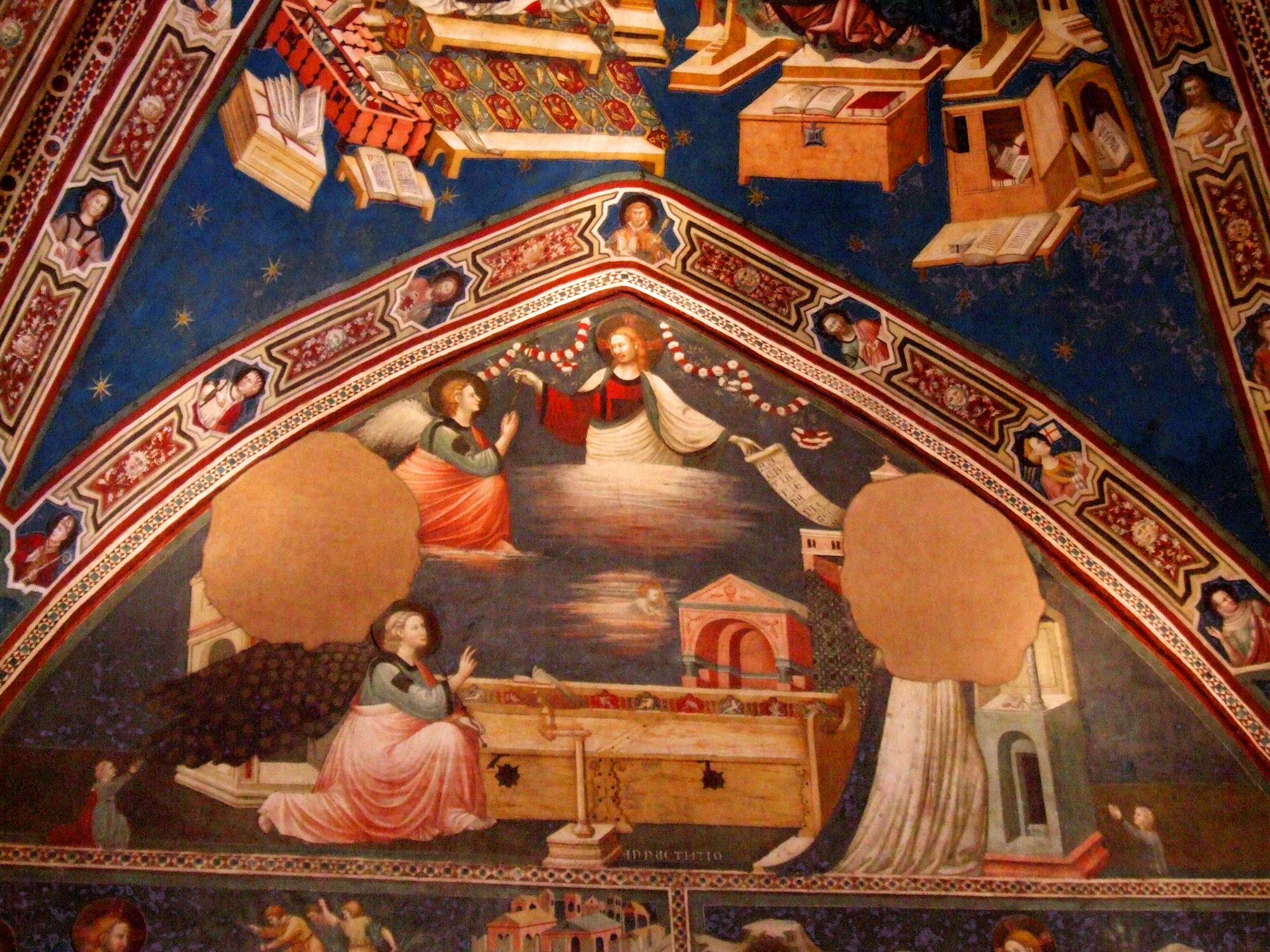
L'Annunciazione

- Visitazione, Natività, Adorazione dei Magi
- Annunciazione
- Presentazione al Tempio
- Transito della Vergine

Nelle quattro lunette, le scene sono quelle della Storia della Madonna, da L'Annunciazione decorata da un arcangelo Gabriele con le ali a coda di pavone, fino al Transito della Vergine. Purtroppo gran parte del lunettone con la Natività, l'Adorazione dei Magi è caduta. Notevole e volutamente semplice nelle architetture che danno l'idea dei palcoscenici delle sacre rappresentazioni è il riquadro con la Presentazione al Tempio.

### Le storie del Nuovo Testamento
- Strage degli Innocenti, Pentecoste

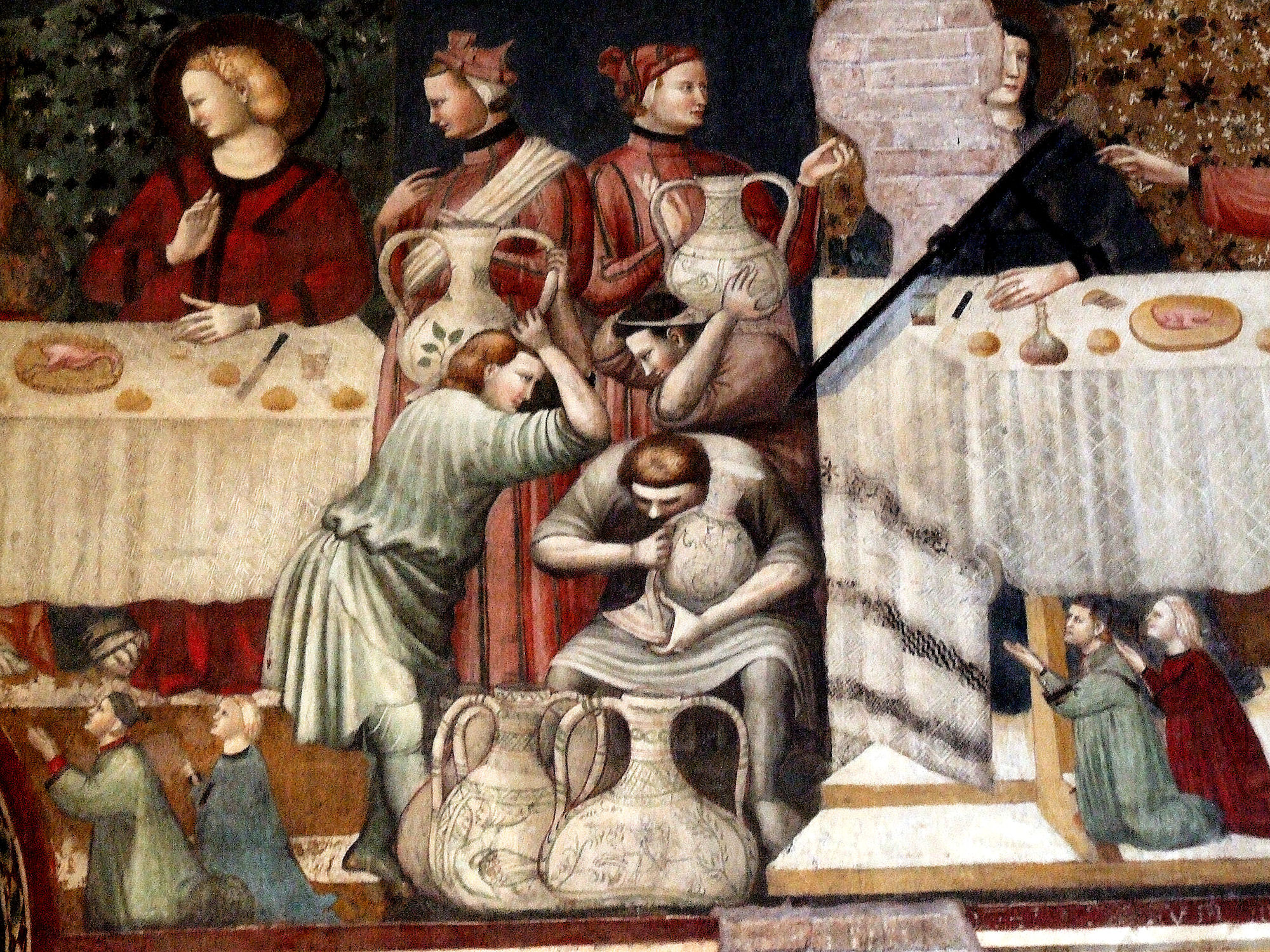
Nozze di Cana

- Disputa coi dottori, Ritorno a Nazareth, Nozze di Cana
- Entrata di Cristo a Gerusalemme, Orazione nell'orto
- Discesa al Limbo, Le tre Marie al sepolcro, Ascensione

La fascia centrale è quella delle storie del Nuovo Testamento, attribuita anche a Giovanni Baronzio, si può vedere la bellissima, e molto espressionistica, scena de La strage degli innocenti,  il riquadro de Le nozze di Cana dà l'idea di movimento nel quale è centrale la concitazione dei servitori con gli otri decorati.
Nel riquadro de L'entrata di Cristo a Gerusalemme, soggetto molto diffuso in area giottesca, la figura centrale del Cristo sull'asino è una delle più belle del giottismo riminese.  Anche qui si può notare  la semplicità della scenografia, con una Gerusalemme appena accennata quando nello stesso periodo Pietro Lorenzetti nella Basilica inferiore di Assisi crea una scenografia complessa, addirittura più della stessa scena di Giotto nella Cappella degli Scrovegni.

### Storie della vita di San Nicola
- Annunciazione della nascita di San Nicola, Madonna che cura gli infermi, Educazione di San Nicola
- San Nicola ascolta la predica di Padre Reginaldo, Ingresso nell'Ordine, Messa per le anime del Purgatorio
- Guarigione della cieca, Liberazione del prigioniero, Salvataggio dell'impiccato
- Transito di san Nicola, Resurrezione di Filippo Barraca

Nella fascia inferiore le storie della Vita di San Nicola, il Maestro di Tolentino mette in scena il Medioevo marchigiano, soprattutto nelle prime scene con l'infanzia del santo, sono piene di personaggi con costumi dell'epoca molto accurati e scenografie decisamente più curate. Purtroppo questi riquadri sono molto danneggiati dalle cadute di colore. Al centro c'è un altare con una bellissima Crocifissione con i santi Nicola e Agostino.

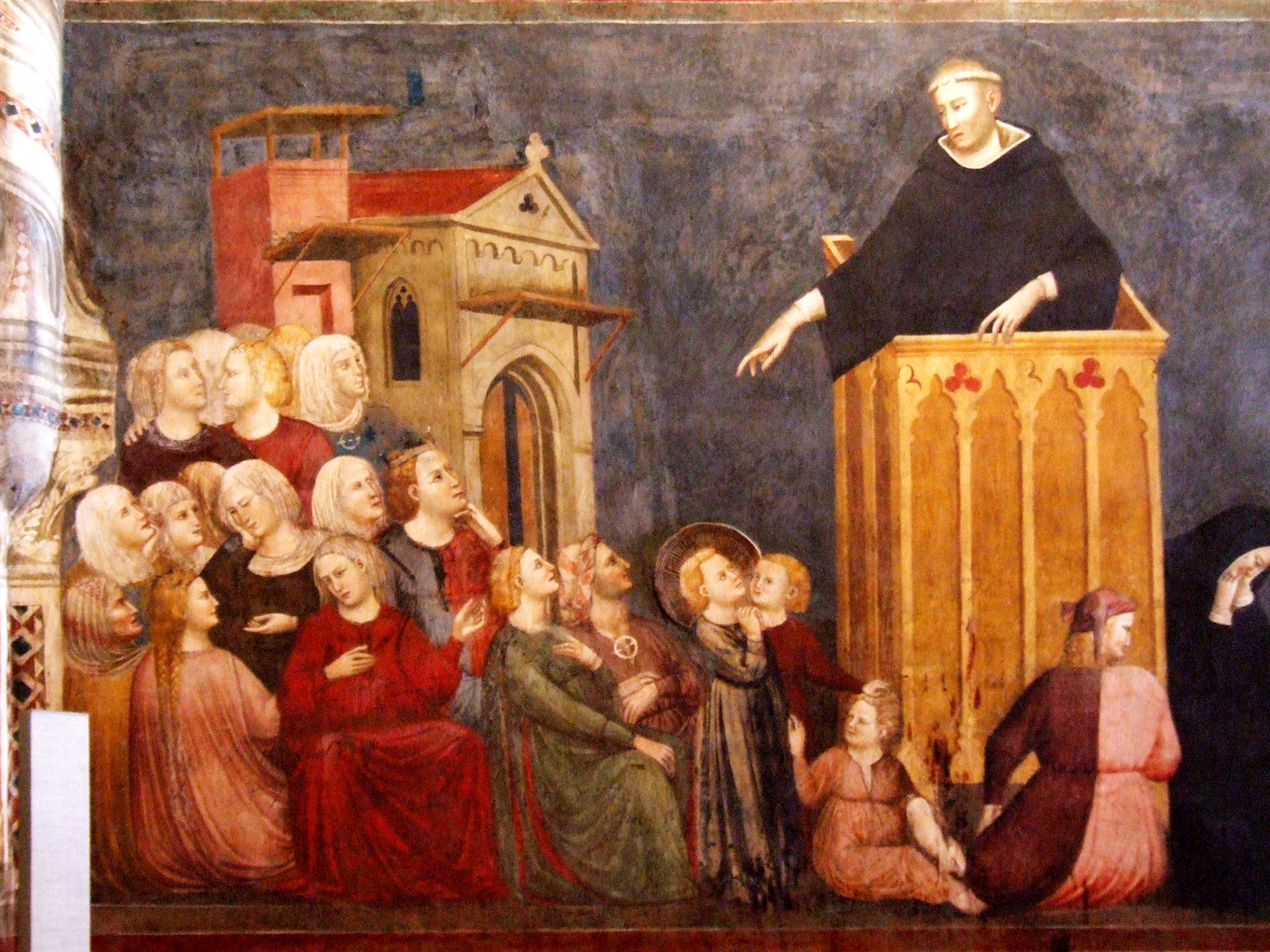
San Nicola ascolta la predica di Padre Reginaldo
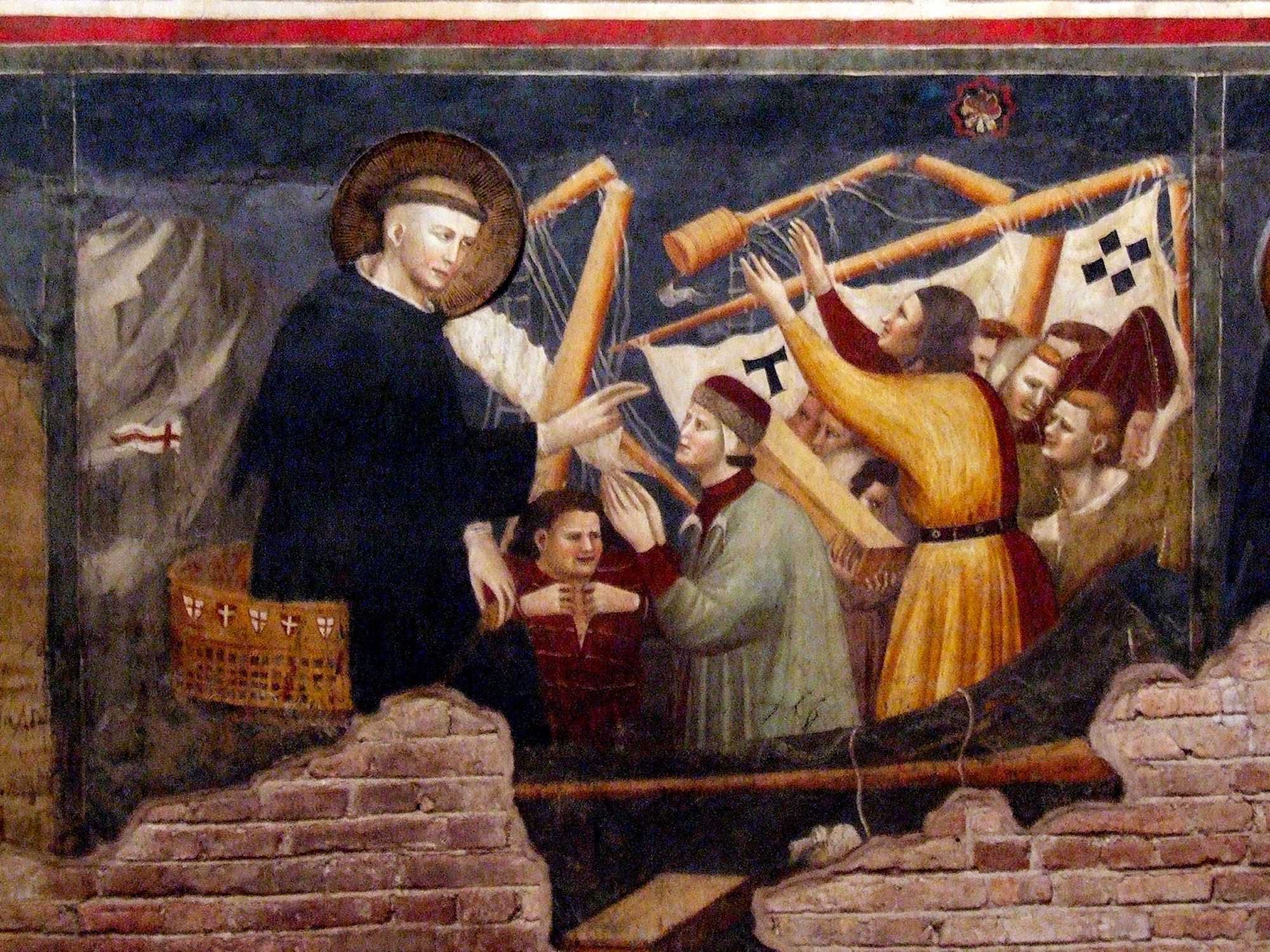
Miracolo di san Nicola
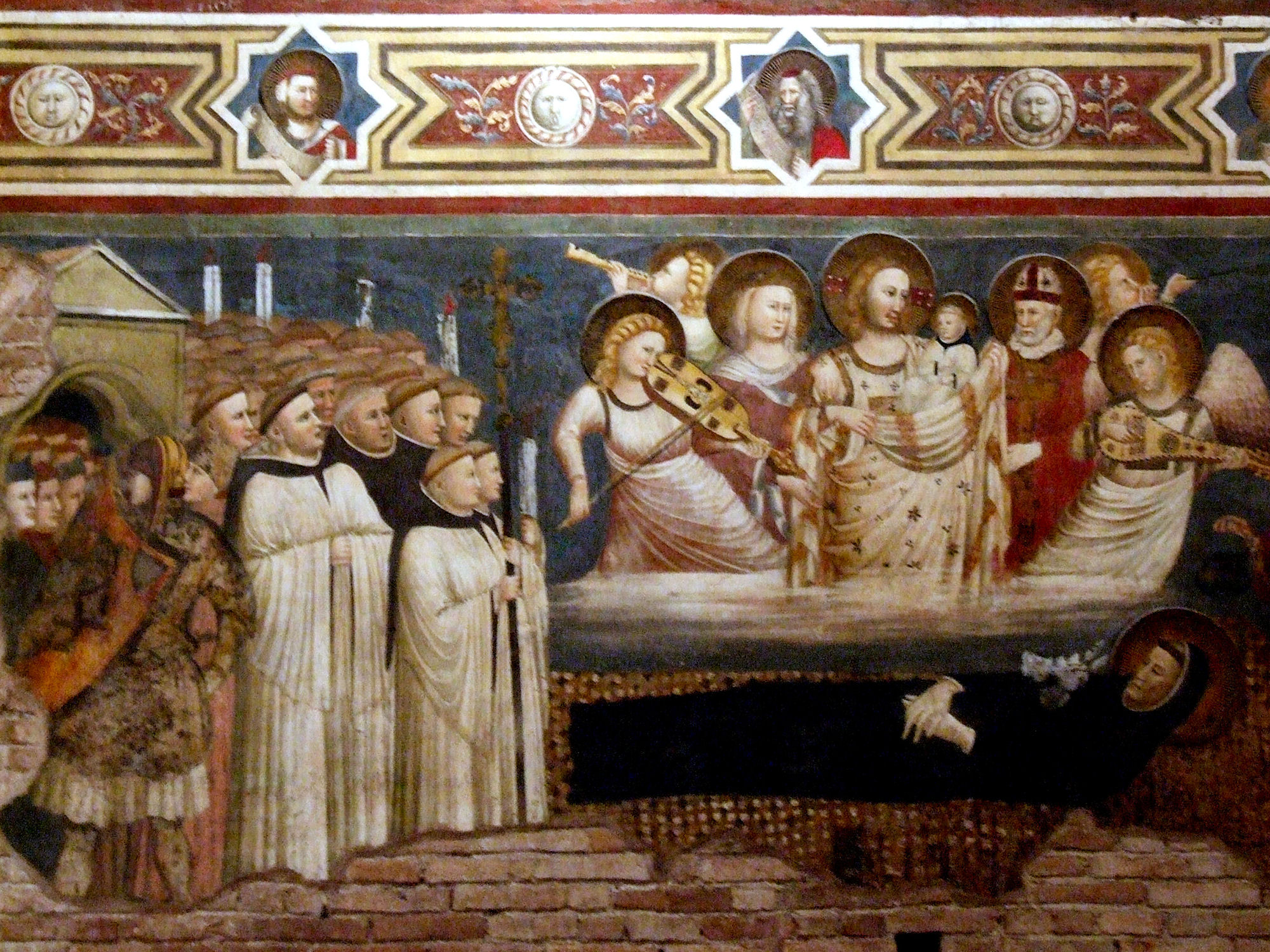
Transito di san Nicola